# Episodi di Hunter × Hunter (serie animata 1999)
Questa è la lista degli episodi della prima serie anime di Hunter × Hunter trasmessi in Italia su Italia 1 dal 23 gennaio 2007 al 24 gennaio 2008. A questi 62 episodi ne fanno seguito altri 30 che, nell'edizione originale giapponese, costituiscono tre serie OAV.
I titoli italiani riportano i nomi Curarpikt, Hyskoa e Zaoldyeck, ma vengono pronunciati Kurapika, Hisoka e Zoldick secondo la traslitterazione adottata nel manga.

## Lista episodi
| Nº | Titolo italiano Giapponese 「Kanji」 - Rōmaji | In onda           | In onda          |
| Nº | Titolo italiano Giapponese 「Kanji」 - Rōmaji | Giapponese        | Italiano         |
| 1  | Hunter × Condizione × Addio 「旅行く少年×風の音を残して」 - Tabi iku shōnen × Kaze no oto o nokoshite | 16 ottobre 1999   | 23 gennaio 2007  |
| 1  | Sulla sperduta isola Kujira un bambino di nome Gon Freecss si imbatte in una volpeorsa nella foresta vicino a casa sua. Il ragazzino, messo in difficoltà, viene salvato da un giovane misterioso Hunter, che in seguito gli si presenterà come l'allievo del più grande Hunter di tutti i tempi: Ging Freecss, che si rivelerà essere il padre, creduto morto, del piccolo Gon. Colpito dalla notizia, Gon decide di iscriversi all'esame per diventare un Hunter, nella speranza di trovare notizie sul padre mai conosciuto. Tuttavia, sua zia Mito è contraria e promette a Gon che lo lascerà partire solo se sarà in grado di pescare il Padrone della Palude (un pesce estremamente grosso, capace di sfuggire anche alla caccia di cinque uomini): a tale scopo gli dona una canna da pesca appartenuta a suo padre. Gon riesce nell'impresa e, nonostante sua zia continui a non essere d'accordo, parte alla volta del luogo nel quale si terrà l'esame. |                   |                  |
| 2  | Incontro × Esitazione × Partenza 「出会い×とまどい×出航」 - Deai × Tomadoi × Shukkō | 23 ottobre 1999   | 25 gennaio 2007  |
| 2  | Gon si reca in città per prendere la nave che lo condurrà sul luogo dell'esame. Al porto, il ragazzo conosce Leorio, un uomo che sta cercando di racimolare il denaro sufficiente per potersi imbarcare. Gon è molto ingenuo e viene subito raggirato dalle persone del luogo; Leorio interviene per aiutarlo. I due riescono anche a smascherare un falso Hunter che tiene prigionieri molti animali. Nel tentativo di aprire tutte le gabbie, Gon e Leorio rischiano di perdere la nave. Utilizzando la canna da pesca di Gon come una liana, i due riescono a lanciarsi sull'imbarcazione. |                   |                  |
| 3  | Orgoglio × Tempesta × Duello 「プライド×荒海×決闘」 - Puraido × Araumi × Kettō | 30 ottobre 1999   | 30 gennaio 2007  |
| 3  | Sulla nave, Gon e Leorio incontrano Kurapika. I tre scoprono che la traversata in mare è già parte dell'esame di Hunter e il capitano ritiene che solo loro abbiano le caratteristiche adatte per continuare la selezione. In seguito, il capitano chiede loro cosa li spinge a diventare Hunter: Gon afferma di voler seguire le orme del padre, Leorio desidera ottenere molto denaro e Kurapika spera di vendicare lo sterminio del suo clan causato dalla Brigata dell'illusione. Inizialmente, Leorio e Kurapika si trovano spesso in disaccordo e cercano di risolvere la loro disputa combattendo. Quando un marinaio, a causa della tempesta in corso, è sul punto di cadere in acqua Gon, Leorio e Kurapika accorrono in suo aiuto. I due contendenti dimenticano, quindi, le ostilità e diventano amici. |                   |                  |
| 4  | Scelta × Scorciatoia × Strada lunga 「選択×近道×まわり道」 - Sentaku × Chikamichi × Mawari michi | 6 novembre 1999   | 1º febbraio 2007 |
| 4  | Arrivati a Dole Island, il capitano della nave consiglia a Gon di dirigersi verso l'albero alto invece che direttamente a Zaban City, la sede dell'esame. Avendo notato che in questo modo la strada è più lunga però, Leorio decide di prendere il bus per la città consigliatogli da Mashu, un partecipante all'esame appena incontrato. Il bus si rivela una trappola e Leorio prosegue con Gon, Kurapika e Mashu fino alla Città dei Quiz, dove un'anziana signora propone un enigma per continuare. Mashu, non fidandosi dei suoi compagni, decide di affrontare la prova da solo e sbaglia. Gli altri invece danno la risposta corretta e ottengono l'accesso al tunnel che li condurrà all'incontro coi Navigatori. |                   |                  |
| 5  | Falso × Vero? × Kiriko 「ウソ×ホント？×キリコ」 - Uso × Honto? × Kiriko | 13 novembre 1999  | 6 febbraio 2007  |
| 5  | Kurapika spiega che i Navigatori sono coloro che testano i candidati per poi condurli alla sede d'esame che cambia ogni anno. Proseguendo il viaggio, i tre giungono a una baita in un bosco, dove una coppia di sposi è attaccata da una bestia, chiamata Kiriko, che rapisce la donna. Leorio si ferma alla casa per curare le ferite dell'uomo, Kurapika recupera la donna e Gon insegue la bestia. Alla fine i Kiriko si rivelano quattro, due dei quali sono i Navigatori, e i restanti, coloro che si fingevano sposi, i figli della coppia. Kurapika, Gon e Leorio passano la prova. |                   |                  |
| 6  | Bistecca × Maratona × Esame 「ステーキ×マラソン×試験開始」 - Suteeki × Marason × Shiken kaishi | 20 novembre 1999  | 8 febbraio 2007  |
| 6  | Gon, Kurapika e Leorio raggiungono il primo livello dell'esame da Hunter. La prova consiste nel seguire l'esaminatore Satotsu attraverso una galleria. Prima di iniziare, Gon, Kurapika e Leorio conoscono Tompa, un uomo che affronta l'esame per la trentacinquesima volta, e Killua. L'esaminatore inizia a correre sempre più veloce e Leorio e altri concorrenti non riescono a stare al passo. Tompa si offre di aiutare Leorio e un altro aspirante Hunter conducendoli a un punto di ristoro. Non vedendo tornare l'amico Gon si preoccupa e decide di andare a cercarlo, accompagnato da Kurapika. |                   |                  |
| 7  | Trauma × Limite × Trappola 「トラウマ×限界×甘いワナ」 - Torauma × Genkai × Amai wana | 27 novembre 1999  | 13 febbraio 2007 |
| 7  | Tompa ha lasciato Leorio e un altro partecipante vicino ai "cipressi del tormento" la cui resina, se inalata, provoca orribili allucinazioni. Leorio ricorda il suo amico Pietro morto a causa di una rara malattia. Il cruccio più grande di Leorio è quello di non aver avuto abbastanza denaro per iscriversi a medicina, studiare la patologia dell'amico e poterlo salvare. Si scopre quindi che Leorio vuole diventare un Hunter per potersi pagare gli studi. Anche Kurapika subisce gli effetti del cipresso mentre Gon, che non ha alcun rimorso, è immune. L'intervento di Killua permette a Gon di far tornare in sé gli amici. Utilizzando delle bombe che fanno crollare le pareti della galleria, i quattro partecipanti recuperano il resto del gruppo e giungono così alla fine della prima parte del test. Nella palude dei bugiardi compare un uomo che accusa l'esaminatore di essere un sabotatore dell'esame. |                   |                  |
| 8  | Prestigiatore × Sorriso × Bestie feroci 「奇術師×ほほえみ×猛獣注意」 - Kijutsushi × Hohoemi × Moujuu chuui | 4 dicembre 1999   | 15 febbraio 2007 |
| 8  | Hisoka lancia carte da gioco affilate come coltelli ad entrambi gli uomini: Satotsu para il colpo, mentre l'accusatore muore. Il prestigiatore risolve piuttosto bruscamente la situazione di stallo creatasi e spiega che un vero Hunter deve essere in grado di parare un colpo simile. Satotsu invita il gruppo a seguirlo per la palude sino al luogo della seconda prova. Approfittando della nebbia, Hisoka uccide molti partecipanti all'esame e, sebbene sia sufficientemente forte da eliminare tutti quelli che incontra, riconosce in Leorio e Gon delle persone speciali e li lascia vivere. |                   |                  |
| 9  | Menchi x Si arrabbia × Seconda prova? 「メンチ×マジギレ×二次試験？」 - Menchi × Majigire × Niji shiken? | 11 dicembre 1999  | 20 febbraio 2007 |
| 9  | Il gruppo inizia la seconda prova d'esame. che consiste nel soddisfare l'appetito di Buhara e Menchi, due Hunter buongustai. Buhara chiede di mangiare del maiale selvatico arrostito mentre Menchi desidera assaggiare il nigirizushi, una particolare variante di sushi. Tutti riescono a cucinare il maiale selvatico, ma nessuno riesce a superare la prova stabilita da Menchi. |                   |                  |
| 10 | Insufficienza × Panico × Voce dal cielo 「赤点×パニック×天の声」 - Akaten × Panikku × Ten no koe | 18 dicembre 1999  | 22 febbraio 2007 |
| 10 | Quando Todo critica Menchi e tutti gli hunter buongustai, Netero, capo degli esaminatori e presidente dell'associazione degli Hunter, si presenta nel luogo dell'esame e chiede a Menchi di dare a tutti un'altra chance. Menchi quindi chiede a tutti di preparare un uovo sodo utilizzando però le uova delle aquile ragno che nidificano solo in posti particolarmente impervi. Dopo aver assaporato queste uova, Todo impara a rispettare la passione che anima gli Hunter buongustai, giurando di tornare a provare l'esame e di diventare uno di loro. |                   |                  |
| 11 | Esplorazione × Tenacia × Clandestino 「探検×スポ根×密航者」 - Tanken × Supokon × Mikkousha | 8 gennaio 2000    | 27 febbraio 2007 |
| 11 | Le persone che hanno superato la seconda prova salgono sul dirigibile del presidente che li condurrà nel luogo dove si svolgerà la terza prova d'esame. Anita, una ragazza eliminata dalla competizione, sale a bordo clandestinamente per vendicarsi dell'assassinio di suo padre perpetrato da un membro della famiglia Zoldick. La ragazza vuole eliminare Killua ma, prima che possa riuscire nel suo intento, viene catturata. Gon scopre che Anita rischia di perdere la possibilità di partecipare all'esame negli anni successivi e chiede a Netero di non punirla. Il presidente offre a Gon e a Killua la possibilità di liberarla a patto che i due riescano a rubargli una palla. |                   |                  |
| 12 | Buono? × Cattivo? × Killua 「良い子？×悪い子？×キルア」 - Ii ko? × Warui ko? × Kirua | 15 gennaio 2000   | 1º marzo 2007    |
| 12 | Killua smette di provare a rubare la palla a Netero perché il suo istinto omicida sta prendendo il sopravvento e teme di ferire qualcuno. Anita riesce a mettere fuori combattimento i suoi carcerieri e, dopo aver trovato Killua, lo attacca. Killua sta per uccidere la ragazza ma, quando vede Gon che sta ancora tentando di recuperare la palla, si limita a tramortire Anita con un pugno allo stomaco. Gon non riesce a rubare la palla al presidente Netero, ma si ritiene soddisfatto perché lo ha obbligato a utilizzare la gamba sinistra ed entrambe le mani per difendersi. |                   |                  |
| 13 | D'accordo × Contrario × Trappola 「賛成×反対×落とし穴」 - Sansei × Hantai × Otoshiana | 22 gennaio 2000   | 6 marzo 2007     |
| 13 | Il dirigibile atterra sulla cima di una torre e, per superare la terza prova, i partecipanti all'esame dovranno raggiungere la base della costruzione entro 72 ore. A Gon, Killua, Kurapika e Leorio scelgono quattro passaggi vicini che portano al percorso del Patto della decisione a maggioranza. Tuttavia per proseguire il gruppo deve attendere che arrivi un quinto concorrente. Dopo qualche ora si presenta Tompa. Nel percorso tutte le decisioni vengono prese a maggioranza votando tramite speciali orologi con pulsanti X e O. I cinque arrivano a un campo di battaglia, dove sono invitati a sfidare dei galeotti ai quali è stato promesso uno sconto sulla pena proporzionale a quanto tempo faranno perdere agli avversari. Il primo a scendere in campo è Tompa che però, appena iniziato lo scontro, dichiara la resa. |                   |                  |
| 14 | Candela × Politica × Lite 「ローソク×ポリシー×なかまわ割れ」 - Rooson × Polishii × Nakamawa ware | 29 gennaio 2000   | 8 marzo 2007     |
| 14 | Gon è il secondo a scendere in campo. Il suo sfidante, troppo debole per uno scontro fisico, dichiara che vincerà colui che farà durare di più la fiamma di una candela. Tra una candela lunga e una corta, Gon sceglie quella lunga. Tuttavia, questa inizia a bruciare molto velocemente perché truccata dal prigioniero. Gon corre dallo sfidante e, con un soffio, spegne la sua candela, vincendo. Kurapika si trova ad affrontare una "sfida all'ultimo sangue" contro un energumeno che dice di appartenere alla Brigata dell'illusione. Kurapika capisce subito che l'avversario sta mentendo ma, sentendo il nome degli sterminatori del suo clan, perde il controllo e lo colpisce violentemente. Per concludere la sfida, Kurapika dovrebbe uccidere il prigioniero ma il ragazzo si rifiuta di togliere la vita a un avversario già sconfitto. |                   |                  |
| 15 | Effimero × Vita × Majitani 「はかない×いのち×マジタニ」 - Hakanai × Inochi × Majitani | 4 febbraio 2000   | 13 marzo 2007    |
| 15 | Per risolvere la situazione di stallo, i prigionieri propongono di scommettere su alcuni eventi mettendo in posta il tempo a loro disposizione. Leorio decide di scommettere dieci ore della loro prova sul fatto che l'avversario di Kurapika sia vivo. Dopo aver vinto, Leorio scommette che il malvivente sta solo fingendo di essere svenuto e, per controllare, minaccia di gettarlo nel vuoto. I prigionieri però non sono d'accordo su questo tipo di scommessa perché, buttando il corpo nel baratro, Leorio otterrebbe sia la morte dell'uomo e quindi la vittoria di Kurapika, sia le ore scommesse. Leorio allora si accorda con gli altri per assegnare la vittoria del combattimento ai prigionieri nel caso in cui l'uomo si risvegli durante la caduta. Prima di essere lanciato nel vuoto, il nemico apre gli occhi e si ritira dando così la vittoria a Kurapika. |                   |                  |
| 16 | Sasso × Forbici? × Cuore 「グー×チョキ×ハート」 - Guu × Choki × Haato | 12 febbraio 2000  | 15 marzo 2007    |
| 16 | Leorio sfida il prigioniero successivo: una donna molto carina che ha costretto al suicidio molte persone. Lei desidera continuare con le scommesse, scommette dieci ore che lei è veramente una donna contro Leorio, che crede sia un uomo (nella versione televisiva censurata scommette sul fatto se abbia i capelli o meno). Leorio perde la scommessa e allora si sfidano a sasso, carta e forbici. Leorio perde nuovamente e così al gruppo vengono trattenute più di cinquanta ore. Killua si appresta allora a sfidare l'ultimo prigioniero. Si tratta di Jones lo smembratore, un pericoloso criminale che ha staccato le braccia a più di centoventi poliziotti, ma Killua non si impaurisce e, con un veloce colpo, gli strappa il cuore. |                   |                  |
| 17 | Tre persone? × Cinque persone? × Ultima scelta 「３人？×５人？×最後の選択」 - Sannin? × Gonin? × Saigo no sentaku | 19 febbraio 2000  | 31 marzo 2007    |
| 17 | Dopo aver atteso il passaggio delle cinquanta ore perse con le scommesse, i cinque riprendono il cammino e trovano due porte che conducono a due corridoi di uscita. Il primo è più corto ma vi possono passare solo tre persone; nel secondo invece possono passare tutti, ma il tempo di percorrenza li farebbe arrivare oltre il tempo limite. Leorio e Tompa, sotto pressione, iniziano a combattere, ma Gon trova una soluzione: aprire la seconda porta e poi fare un buco nel muro per passare al primo corridoio. Grazie a questo stratagemma, tutti e cinque passano la prova. |                   |                  |
| 18 | Tesoro × Ricordi × Camera 「お宝×思い出×ホテルの小部屋」 - Otakara × Omoide × Hoteru no kobeya | 26 febbraio 2000  | 1º aprile 2007   |
| 18 | L'esame successivo si svolge su un'isola, presso un albergo dove i candidati sono invitati a ristorarsi per qualche giorno prima della prova. Tuttavia, le camere sono molto costose e l'unico modo per pagarle è barattarle con i tesori più preziosi recuperati dal fondo marino. Kurapika spiega a Leorio che gli occhi dei Kuruta, in preda a forti emozioni, acquistano un colore cremisi, diventando una delle più belle meraviglie del mondo; questo è il motivo del massacro del suo clan da parte della Brigata dell'illusione. |                   |                  |
| 19 | Separati × Diario × Inondazione 「バラバラ×日誌×水びたし」 - Barabara × Nisshi × Mizubitashi | 4 marzo 2000      | 7 aprile 2007    |
| 19 | Durante la notte i proprietari dell'hotel abbandonano i candidati sull'isola privandoli di qualsiasi mezzo di sostentamento. Fortunatamente viene rinvenuta una mappa che indica la presenza un'altra isola nelle vicinanze. Alcuni partecipanti cercano di raggiungere l'isola con mezzi di fortuna, ma vengono travolti da una tempesta improvvisa. Hanzo e Kurapika vengono eletti leader del gruppo dei superstiti. Da un diario ritrovato a bordo, i due scoprono che a breve si verificherà un evento atmosferico talmente violento da sommergere l'isola. Gon si accorge che l'albergo è in realtà un'enorme imbarcazione divenuta tutt'uno con l'isola. |                   |                  |
| 20 | Mareggiata × Cannone × Ansia 「大波×大砲×大あわて」 - Oonami × Taihou × Ooawate | 11 marzo 2000     | 8 aprile 2007    |
| 20 | Il gruppo decide di collaborare per separare la nave da guerra dall'isola prima che la seconda tempesta li raggiunga. Leorio, incaricato di recuperare le munizioni dei cannoni dal fondo del mare, subisce un incidente e rimane bloccato sott'acqua. Fortunatamente Gon riesce a trarre in salvo l'amico. Gon viene a sua volta salvato da Hisoka. Kurapika ordina ai cannonieri di sparare contro la roccia dell'isola per poter staccare la nave. Per il contraccolpo però il ragazzo batte la testa e sviene perdendo così il controllo dell'imbarcazione. Al timone subentra un misterioso candidato che sembra essere amico di Hisoka. Il gruppo viene poi recuperato dal dirigibile degli esaminatori. |                   |                  |
| 21 | Quarta prova × 44 × Numero della morte 「第４次×44×死のナンバー」 - Daiyonji × Yonjuuyon × Shi no Nanbaa | 18 marzo 2000     | 21 aprile 2007   |
| 21 | Nella quarta prova d'esame, ciascun concorrente deve cercare di rubare agli altri le targhette con il numero dell'iscrizione: la propria targhetta vale tre punti, la targhetta dell'obbiettivo designato vale tre punti e tutte le altre targhette valgono uno punto. Per superare la prova è necessario totalizzare almeno sei punti. Gon è preoccupato perché il suo obiettivo è Hisoka. Guardando gli uccelli, il ragazzo capisce che il momento migliore per sottrarre la targhetta al suo avversario è quando questi è impegnato ad attaccare altri concorrenti. Gon inizia quindi ad allenarsi ad afferrare oggetti in movimento utilizzando la sua canna da pesca. Tompa si allea con un altro concorrente e raggira Leorio sottraendogli la targhetta. Interviene però Kurapika che aiuta l'amico a vendicarsi e conquista sia la targhetta di Tompa che era il suo obiettivo, sia quella del suo alleato. |                   |                  |
| 22 | Trovato! × Nascosto! × Raggiunto 「見つけた×かくれた×追いついた」 - Mitsuketa × Kakureta × Oitsuita | 26 marzo 2000     | 28 aprile 2007   |
| 22 | Ghitarakuru ottiene i sei punti sconfiggendo il suo nemico. Successivamente il concorrente si reca da Hisoka e gli regala una targhetta ottenuta sconfiggendo la persona che lo aveva come obiettivo. Hisoka afferma di voler recuperare i due punti mancanti rubandole ai primi due concorrenti che incontrerà. Purtroppo il prestigiatore nota Kurapika e Leorio. I due si accordano con Hisoka e gli lasciano la targhetta che avevano in più in cambio della loro incolumità. Per Gon non è necessario uscire allo scoperto per aiutare gli amici. Dall'incontro però Hisoka rimane molto eccitato, rivelando un aspetto e un'aura spaventosa; Gon, nonostante il terrore, non vuole smettere di seguirlo. |                   |                  |
| 23 | Hyskoa × Scontro × Gon 「ヒソカ×激突×ゴン」 - Hisoka × Gekitotsu × Gon | 1º aprile 2000    | 29 aprile 2007   |
| 23 | Mentre Hisoka attacca un altro concorrente, Gon riesce ad afferrare la targhetta del suo obiettivo. Il bambino scappa, ma viene colpito da un ago avvelenato lanciato da Geretta. Questi sottrae le targhette del ragazzino. Tuttavia, Geretta viene ucciso subito dopo da Hisoka, che torna da Gon e gli riconsegna le due targhette che gli erano state appena rubate. Il prestigiatore afferma che Geretta era il suo obiettivo e la sua targa più le tre già acquisite sono sufficienti per farlo accedere alla fase successiva dell'esame. Per orgoglio, Gon rifiuta l'offerta di Hisoka ma questi lo colpisce con un pugno e gli dice che potrà rendergli la targhetta solo quando sarà in grado di colpirlo con la stessa forza; non gli farà alcun male finché non sarà pronto per un vero duello. |                   |                  |
| 24 | Ferita × Rincontro × Finta allegria 「ダメージ×再会×からげんき」 - Dameeji × Saikai × Karagenki | 15 aprile 2000    | 5 maggio 2007    |
| 24 | Gon si sta riprendendo lentamente dall'effetto del veleno iniettatogli da Geretta. Killua non ricorda chi è il suo obiettivo ma ha capito che il suo cacciatore lo sta seguendo e gli impone di rivelarsi. Questi è Imori, uno degli Amori Brothers. Dopo averlo sconfitto, Killua si accorge che il numero della targhetta di Imori è vicino a quello della sua preda. Quindi il ragazzo affronta anche gli altri due fratelli e ottiene la targhetta del suo obiettivo, Umori. Leorio non ha ancora raggiunto i 6 punti, ma è riuscito a capire che il suo obiettivo è Ponzu. Gon raggiunge gli amici e, grazie al suo olfatto acuto, scopre che Ponzu si trova all'interno di una caverna. Leorio vi entra da solo ma, quando Kurapika e Gon sentono le sue grida, accorrono per aiutarlo e lo trovano gravemente ferito da morsi di serpente. |                   |                  |
| 25 | Sinuosamente × Punge × Buco 「ニョロ×チク×穴の中」 - Nyoro × Chiku × Ana no naka | 22 aprile 2000    | 6 maggio 2007    |
| 25 | Ponzu racconta agli altri che Barbon ha creato una trappola per cui chi tenta di uscire dalla grotta viene attaccato da una miriade di serpenti. Purtroppo le vespe contenute nel copricapo di Ponzu hanno reagito all'attacco di Barbon, uccidendolo e quindi la trappola non può essere disattivata. Leorio è in pericolo di vita, e Gon, per prendere l'antidoto nella tasca di Barbon, è disposto a farsi mordere dai serpenti. Somministrata la cura sia a Gon che a Leorio, Gon propone di scappare inebetendo i serpenti con il gas soporifero di Ponzu, e poi trasportando gli altri fuori affidandosi alle sue grandi capacità di apnea. Una volta fuori, Leorio prende la targhetta di Ponzu ancora addormentata dall'effetto del gas. |                   |                  |
| 26 | Presidente × Colloquio × Test scritto 「会長×面接×ペーパーテスト」 - Kaichou × Mensetsu × Peepaa tesuto | 6 maggio 2000     | 12 maggio 2007   |
| 26 | Il presidente Netero intervista i nove esaminandi rimasti per poter preparare meglio il test finale. Ai candidati viene chiesto chi è il concorrente che temono maggiormente e con chi vorrebbero sfidarsi. Egli poi svela come verrà strutturata l'ultima prova dell'esame. |                   |                  |
| 27 | Hyskoa × Curarpikt × Sussurro 「ヒソカ×クラピカ×蜘蛛の囁き」 - Hisoka × Kurapika × Kumo no sasayaki | 13 maggio 2000    | 13 maggio 2007   |
| 27 | L'esame finale consiste in una serie di combattimenti diretti: ogni partecipante può disputare due incontri e, per superare la prova, è sufficiente vincerne uno. Il primo incontro è fra Hisoka e Kurapika. La superiorità del primo è evidente, ma Kurapika riesce comunque a bloccare un attacco e colpire il nemico. Dopo questo avvenimento, Hisoka si avvicina all'avversario, gli sussurra qualcosa all'orecchio e dichiara di ritirarsi. Kurapika pare molto shoccato e adirato per ciò che gli è stato detto. Kurapika diventa così un Hunter. |                   |                  |
| 28 | Chiacchierata × Ragionamento × Carattere 「おしゃべり×ヘリクツ×根くらべ」 - Oshayberi × Herikutsu × Nekurabe | 20 maggio 2000    | 19 maggio 2007   |
| 28 | Nel secondo combattimento si sfidano Hanzo e Gon. Hanzo cerca in tutti i modi di far dichiarare la resa a Gon, ma non ci riesce e così minaccia di ucciderlo. Gon rivela al suo avversario di non avere intenzione di reagire e che, se non riuscirà a diventare Hunter grazie ai suoi sforzi, lascerà che Hanzo lo uccida. Il ninja non riesce a capire la reazione del ragazzo e non sa se ucciderlo e ritentare l'esame l'anno successivo o dichiarare la resa perdendo il primo incontro. |                   |                  |
| 29 | Promozione! × Squalifica? × Fine esame 「合格！×失格？×試験終了」 - Goukaku! × Shikkaku? × Shiken shuurou | 27 maggio 2000    | 26 maggio 2007   |
| 29 | Hanzo sta per colpire Gon con la sua spada ma, ad un tratto, si ferma e si ritira. Gon sviene e sta a letto per due giorni. Sapendo che il ragazzo non accetterà una vittoria "regalata", Satotsu si offre di andare a parlare con il ragazzo. Gon si sveglia e chiede chi è stato bocciato. Satotsu risponde che Hisoka e Hanzo sono stati promossi. Killua invece si è ritirato nel primo incontro perché non riteneva sufficientemente avvincente combattere contro il suo avversario. Nella sfida successiva il ragazzo si è ritrovato a dover combattere contro suo fratello Illumi che, fino a quel momento, aveva gareggiato con lo pseudonimo di Ghitarakuru. |                   |                  |
| 30 | Killua × Ritiro × Ritorno 「キルア×ギタラクル×強制送還」 - Kirua × Gitarakuru × Kyousei soukan | 3 giugno 2000     | 27 maggio 2007   |
| 30 | Illumi rivela di essere stato inviato per tenere d'occhio il fratello e riportarlo alla sua attività di mercenario. Killua, sentendosi minacciato, si ritira nuovamente. Dopo viene il turno di Leorio, ma Killua assassina lo sfidante e quindi viene bocciato. Gon corre da Illumi chiedendogli di scusarsi con il fratello. Nell'aula i vincitori della competizione discutono col presidente se la bocciatura di Killua sia stata giusta o meno. Gon afferma che non importa che l'amico sia stato bocciato: il suo unico desiderio è quello di portare Killua lontano dalla sua famiglia. |                   |                  |
| 31 | Scioglimento × Festa × Legame 「解散×パーティ×くされ縁」 - Kaisan × Paati × Kusare en | 10 giugno 2000    | 2 giugno 2007    |
| 31 | Gon cerca di forzare Illumi a rivelargli dove si trova Killua. Illumi tenta di eliminare il ragazzo, ma Hisoka interviene per fermarlo. Illumi rivela quindi a Gon che il fratello è tornato nella residenza degli Zoldick. Consultando internet, Kurapika riesce a trovare dove è situata l'abitazione di Killua. Dopo una festa di congedo dall'esame, Gon parte con Leorio e Kurapika per recuperare l'amico. |                   |                  |
| 32 | Turismo × Attrazione × Residenza 「観光×名所×キルアんち」 - Kankou × Meisho × Kiruanchi | 19 giugno 2000    | 9 giugno 2007    |
| 32 | Gon, Leorio e Kurapika prendono il treno per arrivare alla residenza Zoldick. Gon non vuole utilizzare la sua licenza di Hunter per accedere ai territori in cui si trova la proprietà, perciò i tre entrano con un visto turistico e possono restare solo per un mese. I tre arrivano sul monte assieme a dei turisti. Qui due malviventi infiltrati nel gruppo dei visitatori tentano di entrare nella residenza Zoldick, ma vengono sbranati da Mike il gigantesco cane da guardia che è addestrato per uccidere chiunque passi dalla porta principale della casa. |                   |                  |
| 33 | Addestramento × Cane × Sbam 「特訓×猟犬×バタンキュー」 - Tokkun × Ryouken × Batankyuu | 1º luglio 2000    | 16 giugno 2007   |
| 33 | Gon e i suoi amici vengono ospitati dai guardiani della casa che li sottopongono a un allenamento per poter superare le porte. Dopo alcuni giorni Leorio prova ad aprire la porta principale e la distrugge. Mike cerca di attaccare l'intruso ma Gon si offre per fare da esca correndo all'interno della proprietà. Uno dei due guardiani salva Gon e il gruppo riesce a fuggire. Qualche giorno dopo, tutti riescono a passare dalla porta del test e proseguono il loro cammino. |                   |                  |
| 34 | Skateboard × Apprendista × Sentimenti 「スケボー×見習い×本当の気持ち」 - Sukeboo × Minarai × Hontou no kimochi | 15 luglio 2000    | 17 giugno 2007   |
| 34 | Gon e i suoi amici arrivano da una domestica di nome Kanaria che non vuole farli passare oltre. Gon, nonostante gli avvertimenti, prova a passare, ma viene attaccato violentemente. I tre allora notano lo skateboard di Killua e temono che gli sia successo qualcosa. Alla fine Gon, dopo essersi fatto colpire fino allo sfinimento, riesce a far commuovere la domestica la quale fa passare il gruppo. |                   |                  |
| 35 | Killua × Punizione × Riunione di famiglia 「キルア×おしおき×家族会議」 - Kirua × Oshioki × Kazoku kaigi | 22 luglio 2000    | 9 ottobre 2007   |
| 35 | Kikyu, la madre di Killua, e Karuto, suo fratello, giungono da Kanaria e per punizione mettono fuori combattimento la giovane domestica; quindi raccontano a Gon che Killua non ha tempo di vederli e intimano al gruppo di andarsene. Quando Kanaria si risveglia, decide di condurre Gon e Leorio nella casa dei domestici. Nel frattempo, Killua ha una discussione con il padre Silva il quale acconsente che il figlio ritorni dai suoi amici a patto che egli non li tradisca mai. Così, Killua lascia la famiglia e si reca da Gon e Leorio. Più tardi, Silva assicura a Kikyou che Killua tornerà di sicuro poiché egli in fondo è sempre suo figlio. |                   |                  |
| 36 | Moneta × Rincontro × Abiti 「コイン×再会×おめしかえ」 - Koin × Saikai × Omeshikae | 8 agosto 2000     | 11 ottobre 2007  |
| 36 | Il gruppo arriva all'ingresso della casa dei domestici. I ragazzi vengono accolti da Goto, il capo del personale al servizio della famiglia Zoldick. Questi decide di intrattenere i tre con un giochetto che consiste nell'indovinare in che mano si trovi una moneta lanciata in aria e poi abilmente ripresa da lui. Nel caso in cui i ragazzi non riescano a indovinare in che mano si trovi la moneta, Goto afferma che li ucciderà. Alla fine però il maggiordomo ammette che in realtà le minacce di morte servivano solo per rendere più eccitante il gioco. Quando Killua li raggiunge, i quattro decidono di allontanarsi immediatamente dalla casa. All'aeroporto il gruppo si separa ma tutti sono d'accordo che dopo sei mesi si rincontreranno a York Shin City. |                   |                  |
| 37 | Cielo × Lotta × Addestramento 「天空×ファイト×武者修行」 - Tenkuu × Faito × Mushashugyou | 19 agosto 2000    | 16 ottobre 2007  |
| 37 | Gon e Killua decidono di recarsi all'Arena celeste per combattere e guadagnare denaro vincendo gli scontri. L'Arena è formata da 250 piani e ogni dieci piani la difficoltà dei combattimenti aumenta. Poiché la potenza di Gon è aumentata molto dall'ultimo allenamento presso la famiglia Zoldick, questi riesce a sconfiggere tutti gli avversari con estrema facilità. Killua si scontra con Zushi, un ragazzino molto competitivo e percepisce che il ragazzo è in grado di utilizzare una tecnica simile a quella di suo fratello maggiore Illumi. Killua allora chiede a Zushi di rincontrarsi per apprendere la nuova tecnica. |                   |                  |
| 38 | Nen × Nen × Nen? 「燃×念×ネン？」 - Moeru × Nen × Nen? | 9 settembre 2000  | 18 ottobre 2007  |
| 38 | Quando Gon e Killua arrivano al 200º piano e decidono di iscriversi agli incontri, vengono fermati da Hisoka, il quale non pensa che i ragazzi siano pronti a combattere a un livello così alto. Per bloccarli, Hisoka utilizza il Nen e dice loro che hanno tre ore di tempo per apprendere la tecnica e aver modo di contrastarlo. Se Killua tarderà, non potrà mai più combattere nell'Arena perché da piccolo aveva già raggiunto quel livello e si era già ritirato. Wing, maestro di Zushi, insegna a Gon e Killua il Nen. |                   |                  |
| 39 | Mossa segreta × Iscrizione × Nuova lezione 「裏ワザ×登録×バトル開始」 - Uchiwaza × Touroku × Batoru kaishi | 16 settembre 2000 | 23 ottobre 2007  |
| 39 | Gon e Killua riescono a superare il Nen di Hisoka e a raggiungere il banco delle iscrizioni ai combattimenti. Gon vuole provare immediatamente i suoi nuovi poteri e combatte contro un uomo che utilizza le sue trottole di Nen come armi. Inizialmente l'avversario lo mette in difficoltà, ma Gon impara a usare lo Zetsu e con esso riesce a evitare le trottole. Dopo aver schivato parecchi colpi, viene preso alla sprovvista e perde la sfida. |                   |                  |
| 40 | Due mesi × Riposo × Nen 「二ヶ月×お休み×念には念を」 - Nikkagetsu × Oyasumi × Nen ni ha nen wo | 23 settembre 2000 | 25 ottobre 2007  |
| 40 | Gon finisce in ospedale e il maestro Wing gli impone di non allenarsi fino a quando non si sarà completamente ristabilito. Nel frattempo Killua continua a esercitarsi sul Nen. Kurapika è in cerca di un lavoro ma, quando si presenta a un colloquio, la ragazza che vorrebbe assumerlo gli dice che se non riesce a vedere qualcosa vicino a lei, non è ancora pronto per il lavoro. Leorio invece sta studiando medicina e tra i suoi libri sono presenti anche testi che parlano del Nen. Hisoka nell'Arena combatte contro Kastro. |                   |                  |
| 41 | Bungey × Puncey × Nuova esperienza 「バンジー×パンチ×一本勝負」 - Banjii × Panchi × Ibbanshoubu | 30 settembre 2000 | 30 ottobre 2007  |
| 41 | Gon e Killua iniziano ad apprendere i vari tipi di tipi di Hatsu e così, grazie all'aiuto del maestro Wing, riescono a scoprire a che gruppo appartengono: Gon è del Potenziamento, Killua invece della Trasformazione. Hisoka percepisce che i ragazzi sono già riusciti a padroneggiare a sufficienza lo Hatsu; il prestigiatore chiama quindi Gon e gli rivela di essere pronto a combattere contro di lui. Una volta iniziato l'incontro, Gon riesce a dare un pugno ad Hisoka e a restituirgli così la targhetta che quest'ultimo aveva affidato al ragazzino durante l'esame per diventare Hunter. Dopodiché, Hisoka mostra tutta la sua potenza. |                   |                  |
| 42 | Amore × Conclusione × Serietà 「ヒソカの愛×決着×ゴンの本気」 - Hisoka no ai × Ketchaku × Gon no honki | 21 ottobre 2000   | 6 novembre 2007  |
| 42 | Hisoka durante il combattimento riesce ad attaccare al viso di Gon la sua "Bungy Gum", tirandolo verso di sé a piacimento e riempiendolo di pugni. Il giudice di gara assegna parecchi punti ad Hisoka in rapida successione e grazie alla distrazione di Gon l'uomo ha infine la meglio. Dopo l'incontro si scopre che Hisoka ha un tatuaggio di un ragno sulla schiena, che può facilmente rimuovere, e che quindi appartiene alla Brigata dell'illusione. Machi gli ricorda che il capo si arrabbierà e verrà a cercarlo di persona se non si presenterà al raduno a York Shin City il 30 agosto. |                   |                  |
| 43 | Talento × Tormento × Istinto 「才能×苦悩×殺しの本能」 - Sainou × Kunou × Koroshi no honnou | 28 ottobre 2000   | 8 novembre 2007  |
| 43 | Dopo l'incontro di Gon con Hisoka, Killua decide di combattere a sua volta, desideroso di sperimentare la propria forza. Tre lottatori rapiscono Zushi al fine di costringere Killua a perdere il match contro di loro. Killua si reca da loro e gli ordina di non giocare strani scherzi pena la vita. Sodoro è talmente impaurito che non si presenta all'incontro e così Killua vince a tavolino. |                   |                  |
| 44 | Pesce piccolo × Riordinare × Fine esame 「雑魚×おかたずけ×試験終了！？」 - Zako × Okatazuke × Shouryou!? | 4 novembre 2000   | 13 novembre 2007 |
| 44 | Gon e Killua dominano alla perfezione le loro abilità Nen e grazie ad esse riescono a vincere con facilità gli altri individui che Killua aveva minacciato. Alla fine degli incontri, il maestro Wing ha un colloquio con i due ragazzi e si congratula con Gon dicendogli che stavolta ha superato per davvero l'esame per diventare Hunter. |                   |                  |
| 45 | Restrizione × Giuramento × Catene 「制約×誓約×戒めの鎖」 - Seiyaku × Seiyaku × Imashime no kusari | 11 novembre 2000  | 15 novembre 2007 |
| 45 | Kurapika, dopo la promozione all'esame per diventare Hunter, ha appreso, studiando il Nen, di appartenere al gruppo Hatsu della Materializzazione. Durante il periodo di allenamento con il suo maestro ha inoltre imparato a utilizzare come arma delle catene attraverso le quali è in grado di emettere una forza fuori dal comune. Dopo avere ottenuto il suo primo lavoro, Kurapika sale sul treno dove incontra una persona che in futuro diverrà una sua stretta alleata. |                   |                  |
| 46 | Ritorno × Bentornato × Killua 「ただいま×おかえり×ぼくキルア」 - Tadaima × Okaeri × Boku Kirua | 18 novembre 2000  | 20 novembre 2007 |
| 46 | Gon e Killua prendono una nave per ritornare sull'Isola Balena, luogo in cui Gon è cresciuto. Killua è sorpreso che nell'isola non vi siano autobus e così i due devono camminare per raggiungere la piccola abitazione di Gon. Una volta arrivati, Mito, la zia di Gon, li accoglie calorosamente e chiede loro riguardo all'esame per diventare Hunter. Quando una sera Gon e Killua vanno a fare una passeggiata nella foresta, all'improvviso sentono uno sparo e vedono un gruppo di bracconieri attaccare una volpeorsa e il suo cucciolo. I due ragazzi, dopo aver sconfitto facilmente il gruppo, decidono di portarsi a casa il cucciolo di volpeorsa gravemente ferito. Gon desidererebbe curare la piccola volpe, mentre Killua vorrebbe ucciderla per porre fine alle sue sofferenze. Dopo un'accesa discussione, i due alla fine decidono di guarirlo facendo uso del proprio Nen. |                   |                  |
| 47 | Padre × Segreto × Dichiarazione 「父×マル秘×告白」 - Chichi × Maruhi × Kokuhaku | 25 novembre 2000  | 22 novembre 2007 |
| 47 | Gon e Killua tentano di riparare un'antenna e un computer per configurare il collegamento a internet. La zia Mito alla fine si decide a dire a Gon tutto quello che sa riguardo a suo padre Ging e a tal proposito gli consegna una misteriosa scatola appartenuta proprio a lui. Gon riesce ad aprire la scatola con il Nen e dentro vi trova un anello, un'audiocassetta e una memory card. Infine, lui e Killua mettono la cassetta in un registratore e iniziano ad ascoltare il nastro: per la prima volta si sente la voce di Ging che, dopo essersi presentato, invita il figlio a cercarlo. Quando la voce registrata chiede al figlio se vuole ascoltare la voce della sua mamma, Gon decide di fermare il nastro. |                   |                  |
| 48 | Curarpikt × Occhi × Primo lavoro 「クラピカ×黒い眼×最初の仕事」 - Kurapika × Kuroi me × Saisho no shigoto | 2 dicembre 2000   | 27 novembre 2007 |
| 48 | Kurapika, insieme ad altri cinque candidati, si presenta a un colloquio di lavoro; il datore, un collezionista di corpi, richiede loro di portargli un oggetto entro un mese per poter essere assunti. Prima di iniziare la ricerca i candidati vengono però sottoposti a una ulteriore prova: infatti il gruppo viene attaccato a sorpresa da alcuni combattenti vestiti di nero. Nel frattempo, la cassetta con la voce di Ging, che Gon e Killua avevano appena finito di ascoltare, si autodistrugge. I due allora si concentrano sulla memory card rinvenuta nella scatola del padre di Gon e capiscono che va inserita su una console denominata "Joy Station". |                   |                  |
| 49 | Battito × Curarpikt × Divinazione 「心音×クラピカ×ダウジング」 - Shinon × Kurapika × Dauzingu | 9 dicembre 2000   | 29 novembre 2007 |
| 49 | Gon e Killua ordinano una Joy Station e notano che la memory card in loro possesso ha in memoria dei salvataggi per il gioco Greed Island di cui non si trova traccia neanche su Internet. Killua allora decide di telefonare a suo fratello, esperto e accanito giocatore, in cerca d'informazioni, ma anche lui non ha quel gioco nonostante lo stesse cercando già da un po' di tempo (in ogni caso, il fratello è disposto a fornire alcune informazioni in cambio di una copia dei salvataggi della memory card in possesso di Gon). Nel frattempo, Kurapika riesce a scovare due spie nel gruppo: Sachimono Tachino e Scuwala, che già lavorano per il capo e ai quali era stato chiesto di mettere alla prova i quattro candidati. |                   |                  |
| 50 | Killua × Soldi facili × Sito 「キルア×一攫千金×狩人の酒場(ハンターサイト)」 - Kirua × Ikkaku senkin × Karyudo no sakaba(Hantaa saito) | 16 dicembre 2000  | 4 dicembre 2007  |
| 50 | Gon e Killua lasciano Mito e sua madre poiché è giunto il momento di andare a York Shin. I due riescono a ottenere alcune informazioni riguardo Greed Island da un sito internet il cui accesso è limitato ai soli Hunter ma, per comprare il gioco, devono riuscire a racimolare un'enorme cifra di denaro. Milluki, il fratello di Killua, è in difficoltà poiché non riesce a "craccare" il gioco dai salvataggi nella memory card e così decide di andare a York Shin per acquistarlo all'asta. Anche Hisoka si sta recando nella medesima direzione. Intanto, Kurapika è riuscito a ottenere il lavoro e viene presentato al suo capo, il quale altri non è che una ragazzina di nome Neon. |                   |                  |
| 51 | Ragno × York Shin City × Riunione 「クモ×ヨークシン×全員集合」 - Kumo × Yooku shin × Zenin shuugou | 23 dicembre 2000  | 6 dicembre 2007  |
| 51 | Neon, assieme alle sue guardie del corpo, arriva a York Shin City. La sua abilità Nen è quella di prevedere il futuro attraverso delle profezie. Nel frattempo, anche quattro membri della Brigata dell'Illusione si stanno recando a York Shin: si tratta di Feitan, Machi, Franklin e Nobunaga. Gon e Killua ritrovano Leorio, che aiuterà i ragazzini a guadagnare denaro, tramite degli incontri di "braccio di ferro", per poter partecipare all'asta. Com'era prevedibile, Gon riesce a sconfiggere facilmente i numerosi pretendenti anche se ha qualche difficoltà con Shizuku, membro della Brigata. |                   |                  |
| 52 | Seminterrato × Distruzione × Mitragliatori 「地下競売(アングラ)×全滅×マシンガン」 - Chika kyoubai(Angura) × Zenmetsu × Mashingan | 13 gennaio 2001   | 11 dicembre 2007 |
| 52 | Chrollo Lucifer, il capo della Brigata dell'Illusione, dà ordine ai suoi scagnozzi di recarsi all'asta clandestina e di eliminare tutti i presenti. Questi eseguono senza esitare: Shizuku, dopo che il compagno Franklin ha ucciso tutti i partecipanti all'asta con una mitragliatrice nascosta nelle dita che spara proiettili di Nen, con la sua aspirapolvere ripulisce il pavimento cosicché non vi siano tracce visibili della carneficina. Nel frattempo, mentre osservano la situazione dal tetto di un edificio, Senritsu e Kurapika si stanno conoscendo meglio e parlano del motivo per cui hanno accettato il lavoro. La comunità mafiosa, che organizza ogni anno l'asta clandestina, decide di far scendere in campo il gruppo dei suoi migliori combattenti: gli Inju, i quali dovranno occuparsi della Brigata dell'Illusione. |                   |                  |
| 53 | Brigata × Inju × Comunità 「旅団×陰獣×コミュニティー」 - Ryodan × Injyuu × Komunichii | 20 gennaio 2001   | 13 dicembre 2007 |
| 53 | La comunità mafiosa decide di attaccare la Brigata dell'Illusione ma l'azione offensiva risulti inutile: i mafiosi non sanno utilizzare il Nen e Ubo talmente forte da resistere a un colpo diretto di bazooka. Intervengono quindi sul posto quattro membri degli Inju, i più forti combattenti della comunità mafiosa; anche loro, però, sono spazzati via dalla forza brutale di Ubo. |                   |                  |
| 54 | Hyskoa × Alleanza × Caccia 「ヒソカ×同盟×クモ退治」 - Hisoka × Doumei × Kumo taiji | 27 gennaio 2001   | 18 dicembre 2007 |
| 54 | Kurapika cattura Ubo con le sue catene di Nen e fugge con gli altri suoi compagni. Il membro della brigata viene lasciato allo sguardo vigile di Dalzollene e Kurapica ne approfitta per recarsi a un incontro con Hisoka, il quale gli rivela che il suo obiettivo è sfidare il capo della brigata e gli propone un'alleanza. Dalzollene, prima di venire ucciso dalla brigata che poi libera Ubo, tergirversa il tempo necessario per far scappare i suoi compagni. Leorio mostra a Gon e Killua il suo ten e scopre di essere molto indietro sul nen rispetto a loro. |                   |                  |
| 55 | Ubo × Curarpikt × Melodia 「ウボォー×クラピカ×覚悟の旋律」 - Uboo × Kurapika × Kakugo no Senritsu | 3 febbraio 2001   | 21 dicembre 2007 |
| 55 | Kurapika contatta il capo (il padre di Neon) che gli affida il compito di diventare il leader delle guardie del corpo della filia Neon. Ubo trova Kurapika per potersi vendicare di colui che era stato in grado di catturarlo e i due si recano fuori città per combattere. Leorio, Killua e Gon diventano famosi per le sfide a "braccio di ferro" e vengono invitati a un'asta clandestina in città nella quale la comunità mafiosa mostra a tutti i presenti i volti di 7 membri della brigata e offre, per la cattura di ogni membro, 2 miliardi di Zeni. |                   |                  |
| 56 | Occhi scarlatti × Combattimento × Vita 「緋の眼×決闘×命の代償」 - Ake no me × Kettou × Inochi no daishou | 10 febbraio 2001  | 3 gennaio 2008   |
| 56 | Killua si ricorda che suo padre una volta ha ucciso per lavoro un membro della Brigata dell'Illusione ma successivamente aveva consigliato ai figli di rimanerne lontani. Gon, Killua e Leorio trascorrono 4 ore a cercarli, senza risultati. Gon decide di ottenere un prestito di 100 milioni in cambio della sua licenza di Hunter. Intanto Kurapika inizia il combattimento con Ubo riuscendo a bloccarlo nuovamente con le sue catene quindi, approfittando della situazione di vantaggio, spiega al suo rivale che ogni qual volta che i suoi occhi diventano scarlatti la sua categoria Nen diventa la Specializzazione ed è quindi in grado di usare tutti i poteri Nen al 100%. Infine, al rifiuto di Ubo di rivelargli tutte le informazioni in suo possesso sulla brigata, la catena di Kurapika schiaccia il cuore del nemico uccidendolo. |                   |                  |
| 57 | Gon × Tesoro × Uomo pericoloso 「ゴン×お宝×危うい男」 - Gon × Otakara × Oyaui otoko | 17 febbraio 2001  | 8 gennaio 2008   |
| 57 | Gon, Killua e Leorio acquistano il catalogo degli oggetti che verranno venduti all'asta: servono 8,9 miliardi di Zeni per provare a ottenere il gioco Greed Island. I 2 ragazzini iniziano a utilizzare il gyo per trovare gli oggetti che hanno l'aura Nen su di essi, acquistarli e poi rivenderli a un prezzo maggiore. Fanno amicizia con Zepairu che è un venditore professionale e li aiuterà a fare soldi. Tramite il web, Leorio ha la prova che due membri del Genei Ryodan si trovano in città. |                   |                  |
| 58 | Gon × Killua × Inseguimento 「ゴン×キルア×命がけの尾行」 - Gon × Kirua × Inochi ga ke no bikou | 24 febbraio 2001  | 10 gennaio 2008  |
| 58 | Gon, Killua e Leorio arrivano nel luogo dove si trovano Machi e Nobunaga Leorio, che non è in grado di utilizzare lo Zetsu per nascondere la sua aura, torna all'albergo per mettersi in contatto con Zepairu, mentre Gon e Killua provano a seguirli ma vengono catturati. Intanto, il padre di Neon è arrivato in città e chiede a Kurapika di unirsi a degli assassini professionisti (tra cui Silva e Zeno della famiglia Zoldick) pagati dalla mafia per uccidere tutti i membri della brigata. |                   |                  |
| 59 | Tana × Cattura × Tecnica 「蜘蛛の巣×とらわれ×殺し技」 - Kumo no su × Toraware × Koroshi waza | 3 marzo 2001      | 15 gennaio 2008  |
| 59 | Gon e Killua vengono interrogati dal ragno su un loro eventuale collegamento con l'uomo con la catene, ma non sono in grado di dare alcuna risposta perché non sanno che egli è Kurapika. Gon e Nobunaga fanno a braccio di ferro e quest'ultimo piange per la perdita di Ubo. Infine, Nobunaga chiede a Gon di entrare nella brigata dell'illusione: Gon rifiuta istantaneamente ma Nobunaga decide comunque di trattenere lui e Killua fino all'arrivo del capo. |                   |                  |
| 60 | Curarpikt × Mercenari × Zaoldyeck 「クラピカ×暗殺団×ゾルディック」 - Kurapika × Ansatsudan × Zorudikku | 10 marzo 2001     | 17 gennaio 2008  |
| 60 | Gon e Killua fuggono da Nobunaga. Killua riferisce a Gon che pensa sia Kurapika l'uomo con le catene. Neon fugge dalle sue guardie del corpo e si trova davanti a Chrollo, che l'aiuta a entrare all'asta clandestina e si comporta amichevolemente con lei per avere una profezia sul suo futuro. Successivamente, la tramortisce con un rapido colpo alla nuca e chiama la sicurezza (a cui è sfuggito il colpo inferto alla ragazza a causa della sua velocità di esecuzione di Chrollo) per curarla. |                   |                  |
| 61 | Riunione × Famiglia × Battaglia 「クモ集結×ゾル家×最終決戦の時」 - Kumo shuuketsu × Zoru ke × Saishyuu kessen no toki | 17 marzo 2001     | 22 gennaio 2008  |
| 61 | Chrollo invita tutti i membri della brigata a raggiungerlo al palazzo, dove si terrà l'asta, uccidendo nel tragitto tutti gli addetti alla sicurezza della comunità mafiosa. Alcuni tra gli assassini professionisti ingaggiati dalla mafia tentano di uccidere Chrollo ma falliscono miseramente. Silva Zoldick calma i boss della mafia che si erano agitati e assieme a Zeno Zoldick si dirige nella stanza dove si trova Chrollo per porre fine alla sua vita. |                   |                  |
| 62 | Curarpikt × Compagni × Fine del ragno 「クラピカ×仲間×クモの最期」 - Kurapika × Nakama × Kumo no saigo | 31 marzo 2001     | 24 gennaio 2008  |
| 62 | Zeno e Silva iniziano lo scontro contro Chrollo e capiscono che il suo poter Nen consiste nel rubare il potere Nen degli avversari tramite un libro, per poi servirsene liberamente. I due mettono a dura prova Chrollo ma quest'ultimo si salva grazie alla chiamata che il padre di Killua riceve dal figlio Illumi, il quale gli chiede di riferire al suo datore, che è il capo della brigata, di essere riuscito nel compito affidatogli di uccidere i dieci anziani capi della mafia; a questo punto Zeno e Silva, essendo morti i loro clienti, non hanno più motivo di lavorare e perciò smettono di combattere. Chrollo quindi avvisa i membri della brigata di proseguire con il piano, che prevede di far ritrovare alla mafia i loro finti cadaveri e successivamente rubare tutti gli oggetti dell'asta sostituendoli con delle copie. Kurapika, che all'asta ha ottenuto un paio di occhi scarlatti della sua tribù, si riunisce insieme a Gon, Killua e Leorio. Hisoka invia un messaggio a Kurapika, avvisandolo del fatto che i cadaveri sono finti. |                   |                  |